# Grand Ronde (Oregon)
Grand Ronde è un census-designated place (CDP) ed un'area non incorporata nelle contee di Polk e Yamhill, in Oregon, Stati Uniti d'America. Storicamente noto come un villaggio nella contea di Polk, la sfera di influenza e gli abitanti si trovano nelle contee di Polk e Yamhill. Il nome della comunità è una variazione del francese Grande Ronde o "Grand Round" che potrebbe essere un riferimento al grande rastrellamento di popoli nativi americani che si erano stabiliti nell'area che era conosciuta come la riserva indiana di Grand Ronde, o forse un riferimento alla forma della valle in cui si trova la comunità. In base al censimento del 2010 la popolazione in Grand Ronde contava 1 661 abitanti in 658 famiglie. Grand Ronde è parte della Salem Metropolitan Statistical Area.